# Hemslingen
Hemslingen er en kommune med godt 1.400 indbyggere (2013) i Samtgemeinde Bothel i den sydøstlige del af Landkreis Rotenburg (Wümme), i den nordlige del af den tyske delstat Niedersachsen.

## Geografi
Hemslingen består af bydelene Hemslingen og Söhlingen.

### Beliggenhed
Hemslingen ligger omkring 14 km sydøst for Rotenburg (Wümme), 8 km nordvest for Neuenkirchen, 6 km øat for Bothel og 10 km vest for Schneverdingen. Vandløbet Bruchwiesenbach løber mellem bydelene. Højeste punkt er Hollerberg der er 52,8 moh.

### Geologi
I undergrunden under Hemslingen ligger en af de største forekomster af naturgas i Tyskland.